# 秦斌 (1921年)
秦斌（1921年—1995年），曾用名秦韦田，男，湖北沔阳人，中国杂技艺术家，中国杂技团一级演员。